# Hyagnis bimaculatus
Hyagnis bimaculatus es una especie de escarabajo longicornio del género Hyagnis, subfamilia Lamiinae. Fue descrita científicamente por Hüdepohl en 1995.
Se distribuye por Malasia. Posee una longitud corporal de 12-14,5 milímetros. El período de vuelo de esta especie ocurre en los meses de febrero y abril.